# Ron Bushy
Ron Bushy (n. 23 decembrie 1941, Washington, D.C., District of Columbia, SUA – d. 29 august 2021, Santa Monica, California, SUA) a fost un muzician american, baterist al trupei rock Iron Butterfly. 
S-a născut în Washington, D.C. A crescut într-o familie militară, locuind în tinerețile sale în aproximativ 34 de state. A învățat să cânte la tobe pe când era în clasa a șasea. 
Era foarte respectat pentru solo-ul de baterie de pe piesa "In-A-Gadda-Da-Vidda". Ron era de asemenea foarte priceput în artele grafice, creând majoritatea logourilor și copertelor de pe produsele Iron Butterfly. 